# Nils
Nils es el quinto álbum de estudio del músico estadounidense Nils Lofgren. Fue publicado en junio de 1979 a través de A&M Records.

## Recepción de la crítica
El crítico de AllMusic, Joe Viglione, comentó: “Con una sensación diferente del disco producido por Ezrin por el héroe de la guitarra Steve Hunter, quien actuó con Dick Wagner en las bandas de Lou Reed y Alice Cooper – Hunter y Wagner se reunieron en 2000 para unas seis fechas y continúan trabajando juntos – Lofgren parece sacar algo diferente en el enfoque de Ezrin para trabajar con otro maestro de la guitarra”.

## Lista de canciones
Todas las canciones escritas y compuestas por Nils Lofgren, excepto donde esta anotado. 
Lado uno
1. «No Mercy» – 4:06
2. «I'll Cry Tomorrow» (Dick Wagner, Lou Reed) – 4:28
3. «Baltimore» (Randy Newman) – 6:43
4. «Shine Silently» (Lofgren, Wagner) – 3:48

Lado dos
1. «Steal Away» – 4:08
2. «Kool Skool» – 3:17
3. «A Fool Like Me» (Lofgren, Reed) – 3:11
4. «I Found Her» (Lofgren, Reed) – 3:36
5. «You're So Easy» (Lofgren, Bob Ezrin, Wagner) – 5:54

## Posicionamiento
| Gráfica (1979)                 | Pico de posición |
| ------------------------------ | ---------------- |
| Alemania (Offizielle Top 100)  | 21               |
| Australia (Kent Music Report)  | 96               |
| Estados Unidos (Billboard 200) | 54               |
| Países Bajos (Album Top 100)   | 50               |
| Suecia (Sverigetopplistan)     | 35               |